# Ясна-Поляна
Ясна-Поляна (болг. Ясна поляна) — село в Болгарии. Находится в Бургасской области, входит в общину Приморско. Население составляет 683 человека.

## История
В 1906 г. группа молодых болгарских интеллигентов во главе с Христо Досевым из Старой Загоры (окончивший медицину в Лозанне) основывают в селе Алан кайряк толстовскую колонию, поддерживающую корреспонденцию с Львом Толстым. Коммуна была сильно вписана в жизнь села и позже, в 1934 г., оно получило имя родного места писателя Ясная Поляна. Толстовцы установили здесь печатный станок и стали издавать свой журнал "Возрождение", с которым сотрудничал Л. Н. Толстой - в журнале было опубликовано всего 11 статьей писателя. Колония толстовцев распалась в октябре 1908 г.

## Политическая ситуация
Кмет (мэр) общины Приморско — Димитр Германов Германов (Граждане за европейское развитие Болгарии (ГЕРБ)) по результатам выборов в правление общины.